# 37e armée (Union soviétique)
Pour les articles homonymes, voir 37e armée.
La 37e armée  (russe : 37-я армия) est une unité de l'Armée rouge durant la Grande Guerre patriotique.

## Première formation
La 37e armée est créée le 10 août 1941 sur le front du Sud-Ouest avec des unités de la zone fortifiée de Kiev (ru) et des réserves du quartier général du commandement suprême (ru). 
Pendant la défense de Kiev, l'unité occupe des positions défensives à l'ouest de Kiev et sur la rive gauche du Dniepr et subit de lourdes pertes. Encerclée, avec une partie des autres troupes du front, elle quitte Kiev le 19 septembre 1941 sur ordre de la Stavka. Après des combats acharnés, seule une petite partie des troupes parvient à sortir de l'encerclement, sans armes lourdes ni moyens de transport, et parvient à rejoindre le front. 
La 37e armée est dissoute le 25 septembre 1941.

### Composition
[Quand ?]
- 3e corps aéroporté (ru)
- 28e division de fusiliers de montagne (ru)
- 87e division de fusiliers (ru)
- 147e division de fusiliers (ru)
- 171e division de fusiliers (ru)
- 175e division de fusiliers (ru)
- 206e division de fusiliers (ru)
- 284e division de fusiliers
- 295e division de fusiliers (ru)

### Commandant
- Juillet - septembre 1941 : Andreï Vlassov

## Seconde formation
La 37e armée est reformée le 15 novembre 1941 sur le front du Sud dans le cadre d'une contre-attaque dans la région de Rostov, contre la 1. Panzerarmee, facilitant la libération de Rostov-sur-le-Don par les 9e et 56e armées et parvient à atteindre le fleuve Mious entre Kouïbytchevo (ru) et Berestovskii (ru).
En janvier 1942 l'unité prend part à l'offensive Barvinkove-Lozova (ru), destinée à détruire l'armée allemande dans le sud de l'Ukraine,  puis elle mène des batailles offensives dans la direction de Kramatorsk. Durant l'été et l'automne 1942, elle mène des opérations défensives durant l'offensive de la Wehrmacht dans le sud de la Russie.  
Engagée dans la bataille du Caucase en janvier 1943, l'armée libère les villes de Kislovodsk, Piatigorsk, Iessentouki et Tcherkessk, puis elle est transférée sur le front du Nord-Caucase pour participer à l'offensive de Krasnodar (ru). 
Le 7 septembre 1943, affectée au front de la steppe, la 37e armée participe à la libération de la rive gauche l'Ukraine, située à l'est de Krementchouk. Fin septembre, l'unité traverse le Dniepr à l'ouest de Keleberda (ru) et au nord-ouest de Mishurin Rog (ru). D'octobre à décembre, elle est engagée dans des opérations offensives dans la région de Kryvyï Rih.
Le 15 janvier 1944, il est transféré au 3e front ukrainien, qui libère la rive droite de l'Ukraine. Au cours des offensives Nikopol-Kryvyï Rih (ru), Bereznehouvate-Snigirevsky (ru) et Odessa (ru), les troupes de la 37e armée traversent les rivières Inhoulets, Inhoul, Boug méridional et Dniestr et libérent, avec la 46e armée, Kryvyï Rih le 22 février, Voznessensk le 4 mars, Tiraspol le 12 avril et d’autres villes encore.

Le 8 août 1944, l'armée participe à l'offensive Jassy-Kishinev, puis fin septembre, ses troupes atteignent les villes de Kazanlak, Yambol et Bourgas, où elles terminent les combats et fait partie des troupes d'occupation de la Bulgarie.
La 37e armée est renommée 10e armée mécanisé le 10 juin 1946. Elle est dissoute le 15 juin 1947.

### Composition au15 novembre 1941
- 51e division de fusiliers (ru)
- 96e division de fusiliers (ru)
- 99e division de fusiliers (ru)
- 216e division de fusiliers (ru)
- 253e division de fusiliers
- 295e division de fusiliers (ru)

### Commandants
- octobre 1941 – juin 1942 : Anton Lopatine
- juin 1942 – mai 1943 : Piotr Mikhaïlovitch Kozlov (ru)
- mai – juillet 1943 : Konstantin Koroteïev
- juillet – août 1943 : Alexandre Filatov (ru)
- août 1943 : Alexandre Ryjov
- août 1943 – octobre 1944 : Mikhaïl Charokhine (ru)
- octobre 1944 – mai 1946 : Sergueï Biriouzov
- juin - août 1946 : Ivan Kortchaguine (en)[1]
- août 1946 - juin 1947 : Sergueï Biriouzov[1]